# Der Spiegel

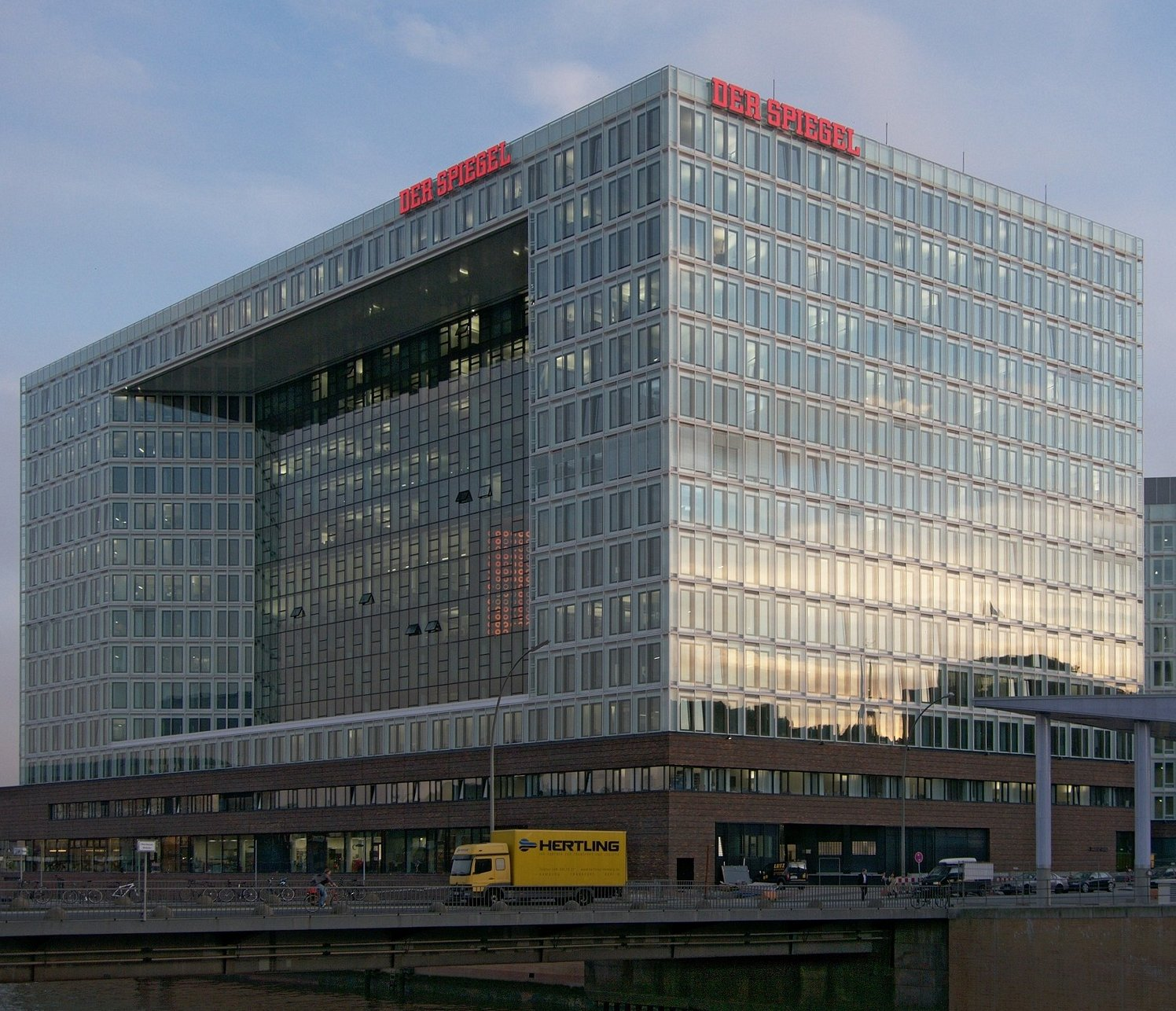
Tidningens huvudkontor i Hamburg

Der Spiegel (svenska Spegeln), är en tysk tidskrift  som ges ut veckovis i Hamburg. Med en upplaga på 796 234 ex/vecka (2015) är det Tysklands största veckomagasin. Tätt efter kommer Stern, med 721 178 ex/vecka (2015). Den första allvarliga konkurrenten i det seriösa nyhetssegmentet, Focus, lanserades i januari 1993.
Tidningen är känd för sina genomträngande reportage, som skrivs i grupper, snarare än av enskilda journalister, och kontrolleras av faktagranskare som arbetar separat från journalisterna. Der Spiegel har på så sätt inriktat sig på långa och fördjupande artiklar. En av tidningens största scoop var Spiegelaffären, som 1962 tvingade Tysklands försvarsminister Franz Josef Strauss att avgå.

## Historik

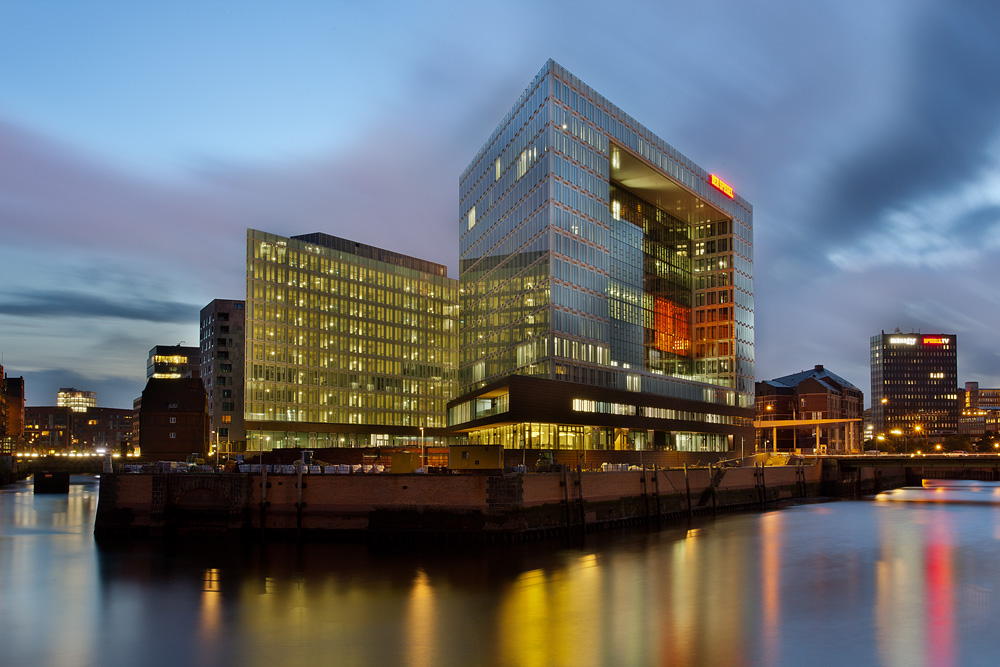
Förlagshuset i HafenCity

Der Spiegel grundades 1946 av Rudolf Augstein med bland annat amerikanska Time Magazine som förebild. Det första numret kom ut 4 januari 1947. Då hade en föregångare getts ut sedan november 1946 i Hannover som efterliknade dåtida amerikanska och brittiska nyhetsmagasin. Denna tidning var under uppsikt av militärförvaltningen och pressofficerarna John Seymour Chaloner, Henry Ormond och Harry Bohrer. Rudolf Augstein gavs sedan förläggarlicens och övertog magasinet som nu fick namnet Der Spiegel. Augstein var både utgivare och chefredaktör. Den första upplagan låg på 15 000 exemplar, större upplagor gick inte på grund av dåtidens brist på papper.
Der Spiegels första stora avslöjande följde 1950 då man kunde påvisa att förbundsdagsledamöter mutats för att rösta på Bonn som huvudstad. Der Spiegels upplaga steg under 1950-talet massivt och var 1961 uppe i 437 000 exemplar och 1969 var upplagan uppe 953 000. 1970 följde grundandet av Manager Magazin. Bland de affärer som Der Spiegel avslöjat finns Flickaffären (1982) och Barschel-affären (1987).

### Spiegelaffären
Spiegelaffären var en politisk affär i Västtyskland 1962 som skapades sedan Der Spiegel publicerat uppgifter kring en misslyckad NATO-övning som påvisade brister i försvaret. 
Franz Josef Strauss tvingades avgå från sin post som försvarsminister sedan han olagligt låtit stänga Spiegels kontor under en månads tid och låtit gripa en Spiegel-chef i Spanien. Rudolf Augstein greps och sattes i häkte anklagad för landsförräderi. Strauss var hätsk i sitt uttalande mot tidningen. Senare lade domstol ner åtalet. Stora delar av den västtyska allmänheten visade sitt stöd för Spiegel och det grundlade tidningens starka ställning än mer.

### Relotiusaffären
I december 2018 avslöjade Der Spiegel att dess stjärnreporter Claas Relotius hade systematiskt förfalskat uppgifter i minst 14 reportage av de sammanlagt 60 han hade publicerat i Der Spiegel, varav många uppmärksammats med journalistpriser. Offentliggörandet hade förgåtts av uppgifter som tagits fram av journalistkollegan Juan Moreno, och vilka först hade mötts av misstro från Der Spiegels ledning. Affären ledde till omfattande självkritik inom Der Spiegel.>

### Spiegel idag
Spiegels dominans som veckomagasin har sedan 1990-talet minskat, bland annat genom utmanaren Focus. Spiegel har moderniserats, samtidigt som dess inflytande ska ha minskat även om den fortfarande ses som ledande. Spiegel har också breddat sig och ger ut specialversioner: för barn (Dein Spiegel) och studenter (UniSpiegel), samt Spiegel Wissen. På internet kallar man sig Spiegel Online. 2002 avled Rudolf Augstein men omnämns även efter sin död som tidningens utgivare. Stefan Aust var 1994-2008 chefredaktör.

### Förlagsbyggnad

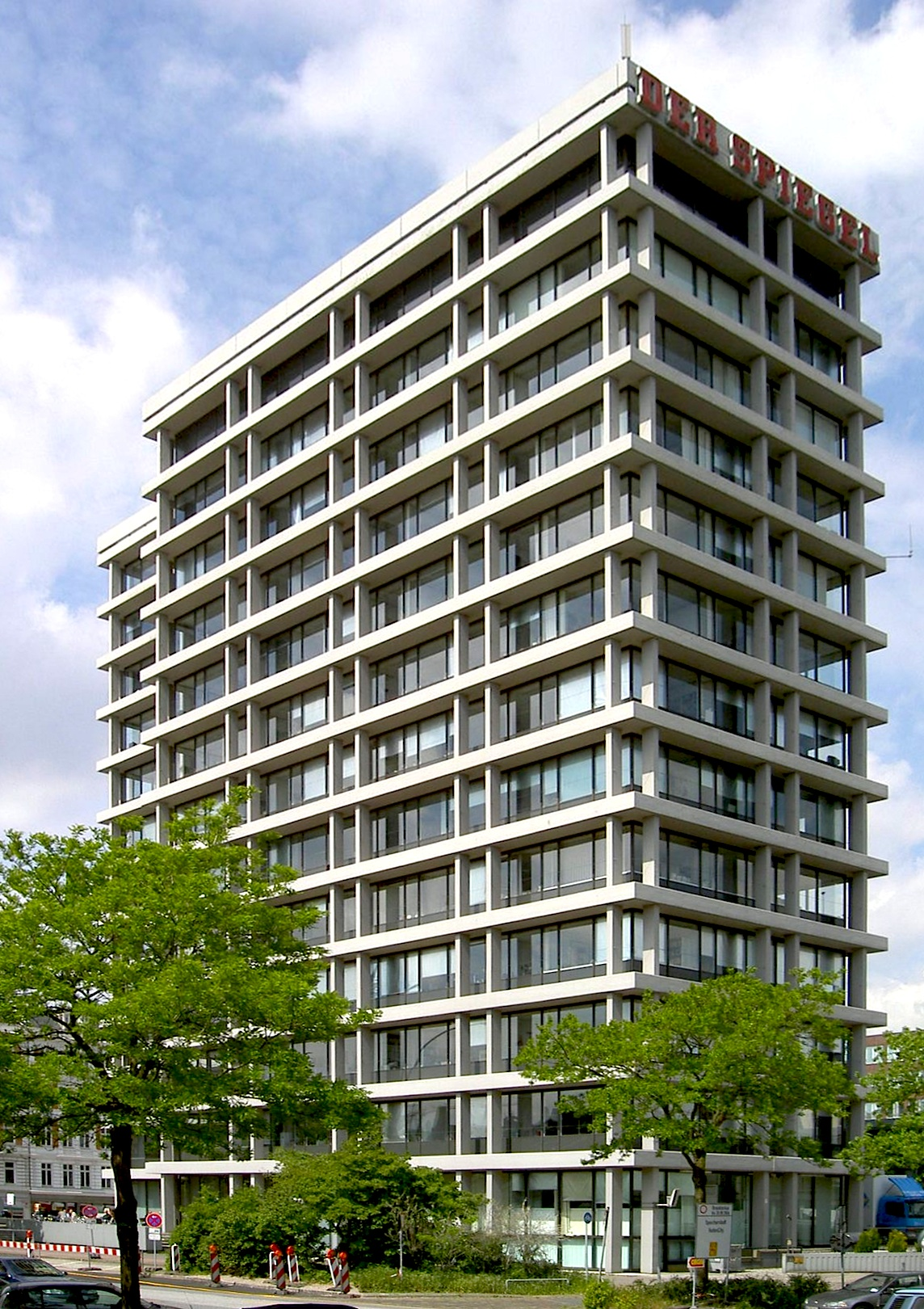
Spiegels tidigare byggnad.

Der Spiegels redaktion var under många år vid Brandstwiete i centrala Hamburg dit man flyttade 1968. Då hade man tidigare var i Pressehaus på Domstrasse där redaktionerna för Die Zeit och Stern även fanns. 2011 flyttade man till sin nuvarande lokaler i det egna förlagshuset i HafenCity i Hamburg. 

## Medarbetare
Kända medarbetare på Der Spiegel
- Stefan Aust
- Rudolf Augstein
- Günter Gaus
- Claas Relotius (sparkad 2018)

### Fotnoter
1. ↑  ”Der Spiegel is Germany's oldest news magazine, founded in 1946 as an obvious imitation of America's Time and Newsweek magazines.”. Arkiverad från originalet den 16 februari 2017. https://web.archive.org/web/20170216024148/http://german.about.com/od/newsnachrichten/a/englSpiegel.htm. Läst 9 april 2011.
2. ↑   Ylva Herholz: Så avslöjades tidernas störstas journalistbluff i Svenska Dagbladet den 16 januari 2019]